# Castiglione Falletto
Castiglione Falletto (Castion Falèt in piemontese) è un comune italiano di 655 abitanti della provincia di Cuneo in Piemonte.

## Storia
Castiglione nasce come paese romano. Nel corso del Medioevo diviene possedimento dei Marchesi di Saluzzo, che ne erigono un'imponente fortezza quadrangolare sulla collina. Divenuto possedimento di diverse famiglie feudatari degli Aleramici, Castiglione passò, alla caduta del Marchese Gabriele di Saluzzo, alla Francia, che lo tenne fino al 1601 quando, con il Trattato di Lione, Castiglione divenne possedimento sabaudo nelle Langhe. Da quel momento il paese rimase territorio piemontese della Casa Savoia fino all'Unità d'Italia.
Il toponimo Falletto venne aggiunto al nome di Castiglione nel 1589, per il continuativo secolare possesso del feudo di Castiglione da parte dell'illustre e antica famiglia albese dei Falletti, edificatori del castello. L'avvocato e giudice Francesco Felice Vassallo, nato a Dogliani, acquistò da Giambattista Falletti alcuni punti di giurisdizione di Castiglione Falletto e ne fu investito con titolo signorile il 2 aprile 1680 e nuovamente il 30 luglio 1686.
Il nipote di Francesco Felice Vassallo, Ignazio di Baldassarre, ottenne che il feudo di Castiglione Falletto il 19 giugno 1772 fosse eretto in comitato. Baldassarre, figlio del conte Ignazio e di Marianna Giannazzo di Belvedere si laureò in leggi e fu autore di scritti storici e letterari, oggi conservati manoscritti nella Biblioteca Reale di Torino. Baldassare sposò Felicita Coppa di Valmacca e dalla loro unione nacque Filippo, tenente nella Brigata di Piemonte. Quest'ultimo sposò nel 1819 Ferdinanda Solaro di Moretta, erede dei beni della sua famiglia, ed ebbe 18 figli.

## Monumenti e luoghi d'interesse

### Castello

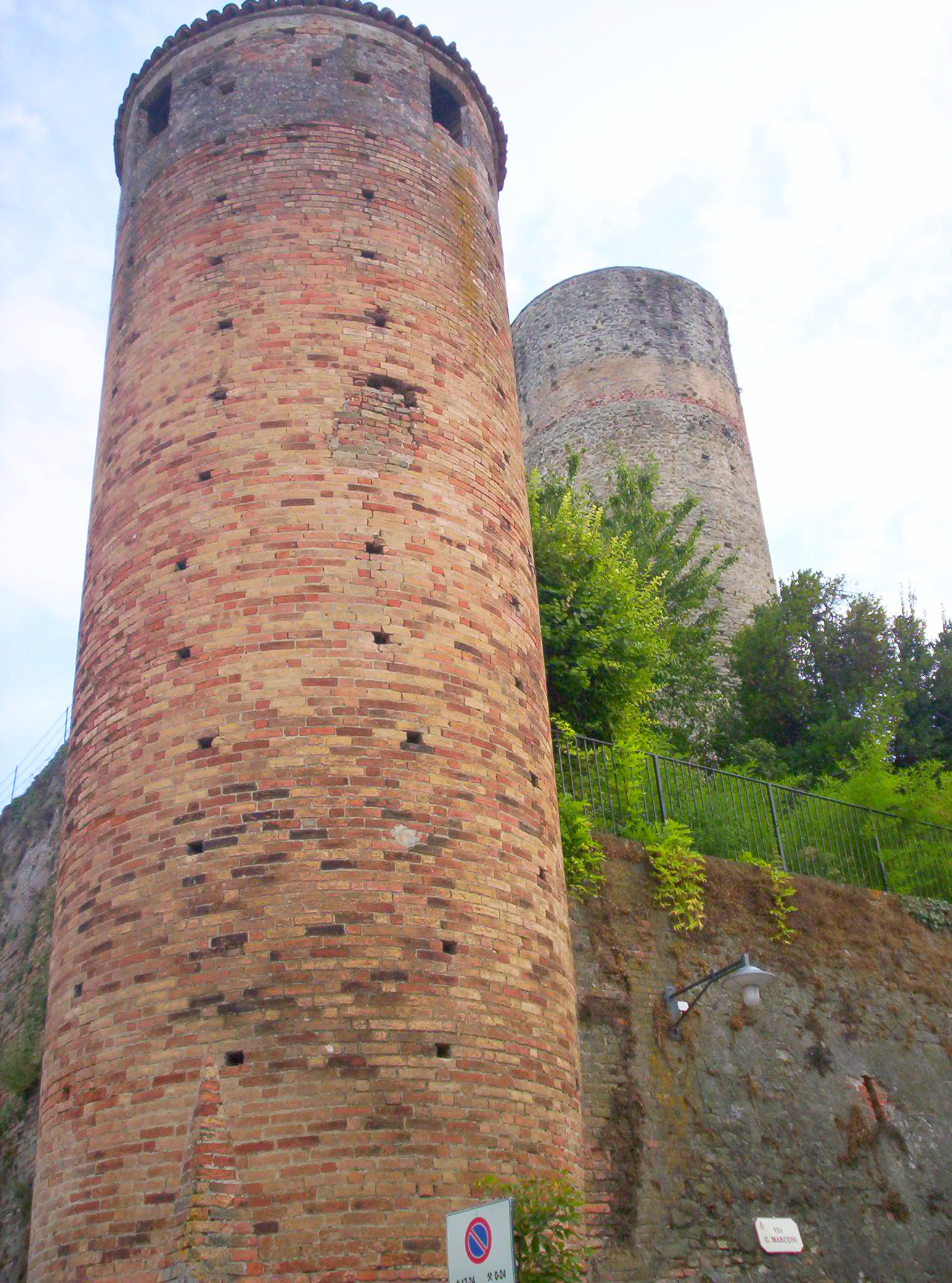
Torri della cinta muraria del castello di Castiglione Falletto

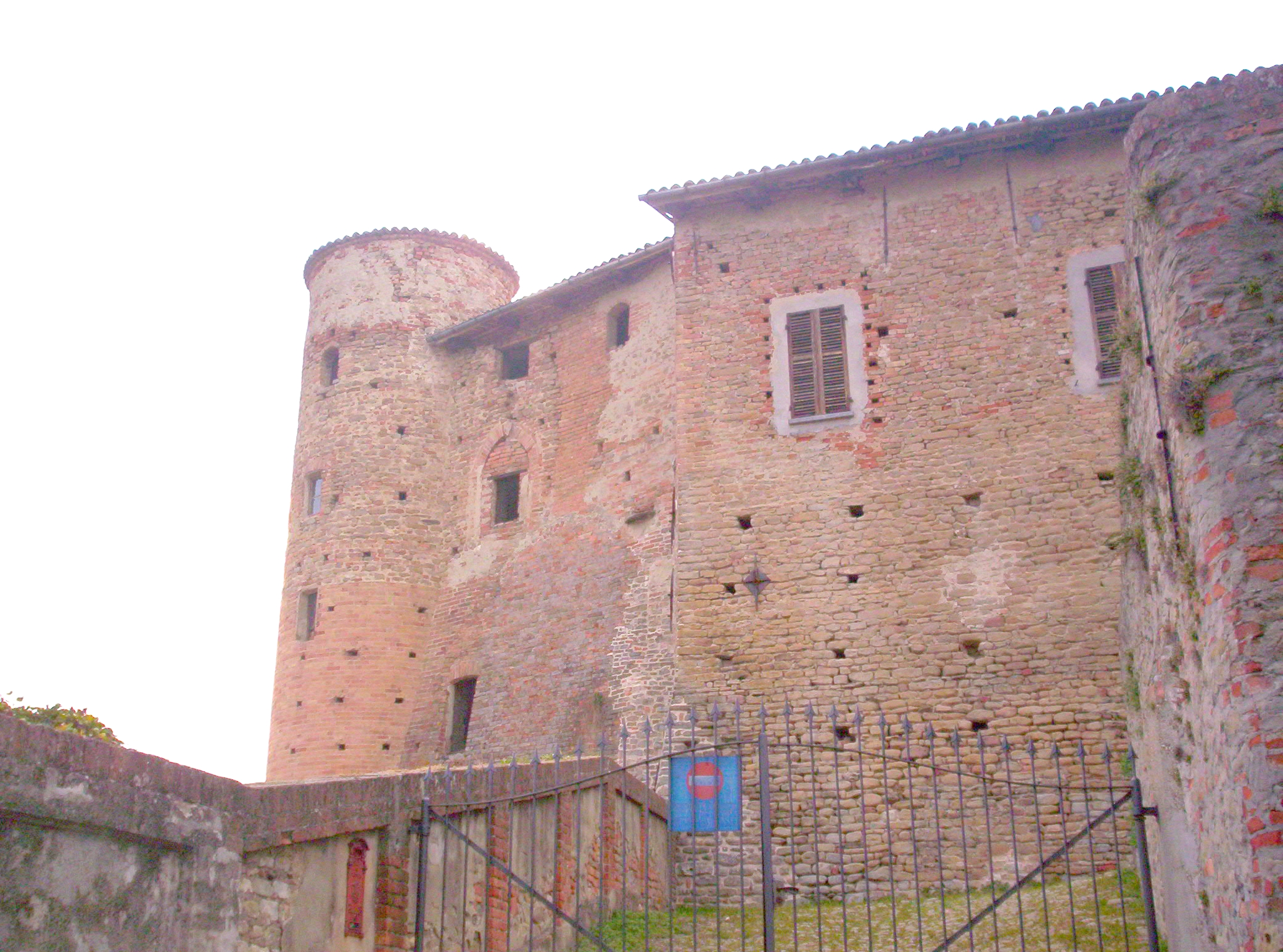
Altro particolare di una delle torri del castello di Castiglione Falletto

Il castello di Castiglione Falletto è un maniero a struttura quadrangolare con cinta muraria e giardino su due livelli sovrapposti. È appartenuto a famiglie nobiliari del Basso Piemonte ed è inserito nel sistema dei "Castelli Aperti", visitabili in alcuni periodi dell'anno e adibiti a strutture storico-museali. Domina dall'alto il territorio comunale.
Nel 2018 una parte del maniero è stata acquistata da un noto produttore vitivinicolo del posto.

### Architetture religiose
- Chiesa parrocchiale di San Lorenzo
- Cappella dei Battuti

## Società

### Evoluzione demografica
Abitanti censiti

### Etnie e minoranze straniere
Secondo i dati Istat al 31 dicembre 2017, i cittadini stranieri residenti a Castiglione Falletto sono 46, così suddivisi per nazionalità, elencando per le presenze più significative:
1. Romania, 25

## Cultura

### Feste e fiere
- Festa patronale di Sant'Anna il 26 luglio.

## Amministrazione
| Periodo        | Periodo        | Primo cittadino  | Partito      | Carica  | Note   |
| -------------- | -------------- | ---------------- | ------------ | ------- | ------ |
| 14 giugno 1999 | 14 giugno 2004 | Dario Destefanis | Indipendente | Sindaco | [ 7 ]  |
| 14 giugno 2004 | 8 giugno 2009  | Gianpiero Fazio  | Lista civica | Sindaco | [ 8 ]  |
| 8 giugno 2009  | 26 maggio 2014 | Gianpiero Fazio  | Lista civica | Sindaco | [ 9 ]  |
| 26 maggio 2014 | in carica      | Paolo Borgogno   | Lista civica | Sindaco | [ 10 ] |